# ایجی ساتو
ایجی ساتو (انگلیسی: Eiji Sato؛ زادهٔ ۸ آوریل ۱۹۷۱) بازیکن فوتبال اهل ژاپن است.
از باشگاه‌هایی که در آن بازی کرده‌است می‌توان به باشگاه فوتبال اوراوا رد دیاموندز اشاره کرد.